# Tessel Air
Tessel Air is een Nederlandse luchtvaartmaatschappij gevestigd op waddeneiland Texel. De maatschappij is gelijktijdig opgericht met Paracentrum Texel en nauw verbonden met het parachutespringen. Naast parachutespringen biedt Tessel Air ook rondvluchten, vlieglessen en reclamevluchten aan.

## Vloot
| Toestel     | Registratie      | Capaciteit |
| ----------- | ---------------- | ---------- |
| Cessna 172  | PH-TEX           | 4          |
| Cessna 172  | PH-BAD           | 4          |
| Cessna 172  | PH-VIV           | 4          |
| Cessna 182  | PH-DES           | 5          |
| Cessna 182P | PH-OII (Ameland) | 5          |
| Cessna 206  | PH-JBY           | 6          |
| Cessna 208  | PH-JAS           | 16         |
| Cessna 208B | PH-BSU           | 19         |
| Cessna 208B | PH-JBR           | 19         |